# Kram z piosenkami
Kram z piosenkami – widowisko śpiewno-muzyczne Leona Schillera, wystawione po raz pierwszy 1 grudnia 1945 r. w Teatrze Ludowym im. Wojciecha Bogusławskiego, w obozie dla dipisów. W spektaklu wzięli udział byli więźniowie oflagów/stalagów w Niemczech, których zakończenie II wojny światowej zastało na Zachodzie (m.in. rodzeństwo: Tadeusz Fijewski i Barbara Fijewska). Jest to „widowisko historyczno-obyczajowe – rewia tańczonych piosenek, od słynnych niegdyś «berżeretek», poprzez czasy Księstwa Warszawskiego, parafiańszczyznę, Młodą Polskę, aż do wczesnodwudziestowiecznego «Przedmieścia»”.

## Budowa „Kramu z piosenkami” z r. 1975:[2]
- Część pierwsza:
  - Prolog
  - Kulig
  - Oświadczyny staropolskie
  - Mazur kuligowy
  - Skotopaski nadwiślańskie
  - Kłopot z żołnierzami
- Część druga:
  - Parafiańszczyzna
  - Emulacje
  - Oda do dzieweczek
  - Poddasze
  - Obrona walca - Finał

Kram z piosenkami był nową aranżacją dawnego, przedwojennego widowiska muzyczno-scenicznego Schillera - wystawionego w roku 1924 w warszawskim Teatrze Reduta pod tytułem Dawne czasy.
Pierwszy raz Leon Schiller wystawił w prowadzonym przez siebie Teatrze Ludowym im. W. Bogusławskiego w Lingen (1 grudnia 1945 r.). Schiller reżyserował „Kram…” jeszcze tylko w roku 1949 w Teatrze Wojska Polskiego w Łodzi (zmarł. w roku 1954). Od roku 1955 reżyserię spektaklu kontynuowała Barbara Fijewska (łącznie piętnaście premier w jej reżyserii i choreografii). „Kram…” w jej reżyserii pojawił się w Teatrze Telewizji (30 kwietnia 1955). Fijewska, która występowała w „Kramie…” już u Schillera w Lingen (wraz z bratem – Tadeuszem Fijewskim) – wyreżyserowała (także opracowywała choreografię i występowała) „Kram…” na kilkunastu scenach teatralnych w latach 1957 (Teatr Nowy w Łodzi, w obsadzie m.in. wystąpił Kazimierz Dejmek) –1996 (Teatr Polski w Warszawie) m.in. w r. 1968 w Teatrze Narodowym.
Kram z piosenkami obejmuje częściowo drobne utwory znane już wcześniej u Schillera, z Bandurki (obrazki śpiewające z teki Leona Schillera, premiera warszawska: 1925 r.) i Kuligu (widowisko staropolskie w 19 obrazach z układem tekstu Leona Schillera i Juliana Tuwima, premiera z r. 1929). Jego popularne fragmenty to właśnie: Bandurka, Tyciuteńki, Małgorzatka, Artiur, Walc katarynkowy, Moja peleryna (z tekstem Mieczysława Srokowskiego).

## Inne realizacje (wybór)
Do 2024 r. Kram z piosenkami wystawiono ponad 40 razy. Niektóre z realizacji to:
- 1954 − Teatr Polskiego Radia, reż. Rudolf Ratschka (w realizacji wystąpił m.in. Aleksander Żabczyński)
- 1957 − Teatr Nowy w Łodzi, reż. Kazimierz Dejmek
- 1964 − Teatr Polski ZASP (POSK) w Londynie w sali St. Pancras Town Hall, reż. Stanisław Szpiganowski (występ z okazji 25-lecia Teatru Polskiego na Obczyźnie. Wystawił ZASP Za granicą pod protektoratem gen. Władysława Andersa)
- 1969 − Teatr Telewizji, reż. Olga Lipińska (tytuł: Podług dawnego zwyczaju)
- 1991 − Polska Grupa Teatralna w Nowym Jorku, reż. Nina Polan (spektakl wystawiono w Central Parku)[7].
- 1999 − Teatr Muzyczny – Operetka Wrocławska, reż. Jacek Gębura (z udziałem grupy tanecznej Arkadia i Studia Musicalowego Młodzieżowego Teatru Tańca)
- 2008 − Teatr Syrena w Warszawie, reż. Laco Adamík
- 2017 − Teatr Powszechny w Warszawie, reż. Cezary Tomaszewski
- 2018 − Teatr im. Juliusza Osterwy w Lublinie, reż. Jerzy Jan Połoński.